# Бел Ер (Канзас)
Бел Ер (енгл. Bel Aire) град је у америчкој савезној држави Канзас.

## Демографија
По попису из 2010. године број становника је 6.769, што је 933 (16,0%) становника више него 2000. године.
| Група             | 2000.         | 2010.         |
| Белци             | 4.905 (84,0%) | 5.306 (78,4%) |
| Афроамериканци    | 427 (7,3%)    | 583 (8,6%)    |
| Азијати           | 215 (3,7%)    | 303 (4,5%)    |
| Хиспаноамериканци | 176 (3,0%)    | 324 (4,8%)    |
| Укупно            | 5.836         | 6.769         |